# Ben Sombogaart
Ben Sombogaart (Amsterdã, 8 de agosto de 1947) é um cineasta holandês. Foi indicado ao Oscar de melhor filme estrangeiro na edição de 2004 pela realização da obra De tweeling.

## Filmografia
- De jongen die niet meer praatte (1996)
- De tweeling (2002)
- Pluk van de Petteflet (2004)
- Kruistocht in spijkerbroek (2006)
- Bride Flight (2008)
- De Storm (2009)
- Moordvrouw (2012)
- Knielen op een bed violen (2016)